# شاهزاده نفت
شاهزاده نفت (انگلیسی: The Oil Prince) یک فیلم در ژانر وسترن به کارگردانی هارالد فیلیپ است که در سال ۱۹۶۵ منتشر شد. این فیلم در کشورهای آلمان و یوگسلاوی ساخته شده است.

## بازیگران
- استوارت گرانجر
- پیر بریس
- هارالد لایپنیتز
- ماشا مریل
- ترنس هیل
- والت بارنس
- هاینتس ارهارت
- ایلیا ایوزیچ
- استول آراندویچ